# Miguel Gómez de Lara y Brocal
Miguel Gómez de Lara y Brocal (n. en Murcia, España, en 1632. - m. Cartago, Costa Rica, c. 1694) fue un militar español que fue gobernador de la provincia de Costa Rica de 1681 a 1693.

## Datos familiares
Era hijo de Francisco Gómez de Lara y Quiteria Brocal, vecinos de Cartagena de Levante. Se casó en Lérida, España, con Isabel Ana de Torres. De este matrimonio nació Manuel Gómez de Lara y Torres, quien fue capitán de la compañía pagada de soldados destacada en Costa Rica. y sargento mayor.

## Carrera militar
Sirvió desde 1645 en las galeras de España, donde permaneció casi catorce años.  Participó en diversas acciones de armas, entre ellos el socorro de la plaza de Orbetello, los tumultos de Nápoles, el sitio de Barcelona y combates con naves francesas. Después sirvió veintiún años en el ejército de Cataluña, donde fue capitán de infantería española, ayudante de teniente de maestre de campo general y sargento mayor de un tercio. Alcanzó el grado de maestre de campo. 

## Gobernador de Costa Rica: primera administración
El 7 de agosto de 1680 el rey Carlos II lo nombró gobernador de Costa Rica. Tomó posesión de su cargo el 24 de julio de 1681 y llevó a cabo el juicio de residencia de su predecesor Juan Francisco Sáenz-Vázquez de Quintanilla y Sendín de Sotomayor, que fue muy favorable a este. 
Su administración fue algo agitada, debido a los constantes ataques de los piratas en ambas costas. En agosto de 1681, cuando apenas llevaba una semana al frente del gobierno, hubo una incursión pirata a Matina. En septiembre de 1681 una real cédula de don Carlos II ordenó que se ejecutara otra de 1677 en la que se había dispuesto fortificar Matina y Suerre, según lo había pedido el gobernador Sáenz, y cuyo cumplimiento había sido detenido por el presidente de la Real Audiencia de Guatemala Lope de Sierra Osorio. En agosto de 1682 llegaron a Cartago 77 soldados, enviados por el nuevo presidente Juan Miguel de Agurto y Álava para formar con los ya existentes una compañía pagada de infantería 100 plazas, cuya creación también había pedido Sáenz, y 2000 pesos para construir las fortificaciones. Gómez de Lara consideró insuficiente esta cantidad para llevar a cabo la obra y aplicó la suma a gastos de guerra. En septiembre, por orden del presidente de la Audiencia visitó con su antecesor la costa caribeña e hizo levantar un inventario de las haciendas cacaoteras. El 31 de diciembre dirigió un informe al presidente, en el cual recomendaba la construcción de un fuerte en la boca del río Matina o en el paraje denominado Punta Blanca. El 4 de enero, el exgobernador Sáenz también dirigió un informe al presidente, para reiterar la importancia de la fortificación. Sin embargo, no se tomó ninguna otra disposición sobre el particular y las incursiones de los piratas continuaron produciéndose frecuentemente. En 1685 los piratas saquearon la ciudad de Esparza.
El 14 de mayo de 1686, cuando estaba a punto de concluir su período, el rey prorrogó su período por cinco años más.

## Gobernador de Costa Rica: segunda administración
En 1686 los piratas saquearon nuevamente Esparza e incendiaron la población, de la que solo lograron salvarse la iglesia parroquial, la de San Francisco y el llamado convento anexo a esta, que no era una comunidad sino la residencia del sacerdote. Muchos de los vecinos abandonaron la población y huyeron a los montes, con lo cual esa ciudad quedó prácticamente abandonada. 
El 31 de diciembre de 1686 el gobernador dirigió una carta al rey en la que exponía la vulnerable situación en que se encontraba Costa Rica y el continuo estado de alarma en que vivían sus moradores desde 1666, así como la crítica escasez de fondos para el pago de la compañía de infantería y otros gastos militares. En 1687 los piratas efectuaron una incursión a la región de Bagaces. En junio de 1687 el gobernador de Panamá, para perseguirlos, organizó una flotilla compuesta por una galera, dos galeotas y un bergantín, la cual llegó el 24 de ese mes al puerto de Caldera. Gómez de Lara suministró a la flotilla 178 quintales de bizcocho llevados desde Cartago.
El 14 de julio de 1687 las autoridades eclesiásticas de León de Nicaragua, de las que dependía Costa Rica, dieron permiso para erigir una ayuda de parroquia en el valle de Bagaces, a donde se había radicado parte del vecindario de Esparza. Con baste en esta autorización se construyó una ermita un paraje entre los ríos Tenorio y Corobicí. El 20 de septiembre de 1688 un representante de los vecinos de Bagaces solicitó a la Real Audiencia, en nombre de aquellos, que se permitiese el establecimiento de una villa o ciudad en ese lugar, en la cual se hizo constar que Esparza estaba despoblada debido a los saqueos de los piratas. La Audiencia pidió un informe al gobernador de Costa Rica, y el 20 de febrero de 1689 Gómez de Lara expresó su opinión contraria a la idea de la fundación. La Audiencia no otorgó el permiso, a pesar de lo cual  alrededor de la ermita se fue formando una población, que dio origen a la actual ciudad de Bagaces.
En 1690 hubo peste en Costa Rica. En ese mismo año, el obispo de Nicaragua y Costa Rica fray Nicolás Delgado efectuó una visita pastoral a Costa Rica, lo cual no ocurría desde 1674.
El 27 de febrero de 1691 el Cabildo de Cartago escribió al rey para elogiar a Gómez de Lara y su celo en la defensa de la provincia ante los ataques de los piratas ingleses y franceses, "saliendo en persona a su oposición con todo valor y disposición militar, como vigilante y buen soldado..." En 1692, los piratas hicieron tres incursiones a Talamanca y secuestraron a más de 200 indígenas. 
Durante las dos administraciones de Gómez de Lara, este fomentó la construcción de templos. Hizo edificar iglesias de adobe en Barva, Curridabat y Aserrí, una de cal y piedra en Ujarrás y la de San Francisco de Cartago; y reparar la iglesia parroquial de Cartago y las de San Francisco y parroquial de Esparza.

## Años posteriores
Para suceder a Gómez de Lara, la Corona nombró el 4 de febrero de 1687 a Vicente Galván y Torrezar, quien no tomó posesión, y el 10 de agosto de 1689 a Juan Beltrán y Pantoja, quien falleció el 8 de junio de 1690 en Cartagena de Indias, antes de llegar a Costa Rica. Por estos motivos la administración de Gómez de Lara fue inusitadamente larga y no concluyó sino hasta el 28 de abril de 1693, cuando tomó posesión del gobierno Manuel de Bustamante y Vivero, caballero de la Orden de Santiago, nombrado por real cédula de 11 de mayo de 1692. Bustamante y Vivero llevó a cabo el juicio de residencia de Gómez de Lara, cuyo resultado fue muy favorable a este y en el cual se dijo que había sido un gobernador excelente, muy recto y caritativo. 
Sin embargo, en enero de 1694 el Cabildo de Cartago lo acusó ante la Real Audiencia de Guatemala, diciendo que cuando el saqueo de Esparza por los piratas, había tenido trato con estos y les había suministrado carne salada; que negociaba en perlas que hacía pesacr en el golfo de Nicoya; que empleaba a los indígenas en construir casas en Cartago para vender; que por cada zurrón de cacao de 20,000 almendras que le entregaban los hacendados de Matina, les daba un indígena para el trabajo; que había favorecido a su hijo indebidamente y a su antecesor Sáenz en el juicio de residencia; y que empleaba a los indígenas en teñir hilo morado en su provecho, dos de los cuales habían sido secuestrados en la ensenada de La Herradura por los piratas, cuando se hallaban ocupados en esa tarea. Con vista del proceso, el 17 de junio de 1694 el fiscal de la Audiencia concluyó que había sido plenamente probado todo de lo que había sido acusado a Gómez de Lara. Posiblemente este falleció poco después, porque no hay indicios documentales de que se le haya impuesto pena alguna.
Posiblemente murió en el pueblo de Ujarrás, porque fue sepultado en la iglesia de ese lugar. 